# Финютин, Иван Иванович
Иван Иванович Финютин (2 сентября 1921, с. Челнаво-Дмитриевское, Тамбовская губерния — 20 февраля 2002, Самара) — механик-водитель самоходной артиллерийской установки 387-го гвардейского самоходного артиллерийского полка 12-го гвардейского танкового корпуса 2-й гвардейской танковой армии 1-го Белорусского фронта, гвардии старший сержант. Герой Советского Союза.

## Биография
Родился в крестьянской семье. В 1941 году окончил Воронежский технологический техникум. Работал на заводе резиновой подошвы в городе Калинине.
В Красной Армии с 1941 года. На фронте в Великую Отечественную войну с июня 1941 года. Член ВКП(б)/КПСС с 1945 года.
Механик-водитель САУ 387-го гвардейского самоходного артиллерийского полка гвардии старший сержант Иван Финютин особо отличился 21 января 1945 года в боях на подступах к польскому городу Иновроцлав. Расчёт САУ проник во вражеский тыл и нанёс противнику значительный урон в живой силе и боевой технике. В этом жестоком бою гвардии старший сержант И. И. Финютин остался в живых один, но продолжал сражаться.
Указом Президиума Верховного Совета СССР от 27 февраля 1945 года за образцовое выполнение боевых заданий командования и проявленные при этом мужество и героизм гвардии старшему сержанту Финютину Ивану Ивановичу присвоено звание Героя Советского Союза с вручением ордена Ленина и медали «Золотая Звезда».
В 1946 году И. И. Финютин демобилизован. В 1963 году он окончил Высшую партийную школу при Центральном Комитете Коммунистической партии Советского Союза. Был на партийной работе в городе Куйбышев, затем — до ухода на заслуженный отдых — председатель завкома на заводе координатно-расточных станков. Скончался 20 февраля 2002 года. Похоронен в Самаре на городском кладбище.
Награждён орденами Ленина, Отечественной войны 1-й и 2-й степеней, медалями.
Его именем названа улица в городе Самаре.